# Chaskiel Kameraz

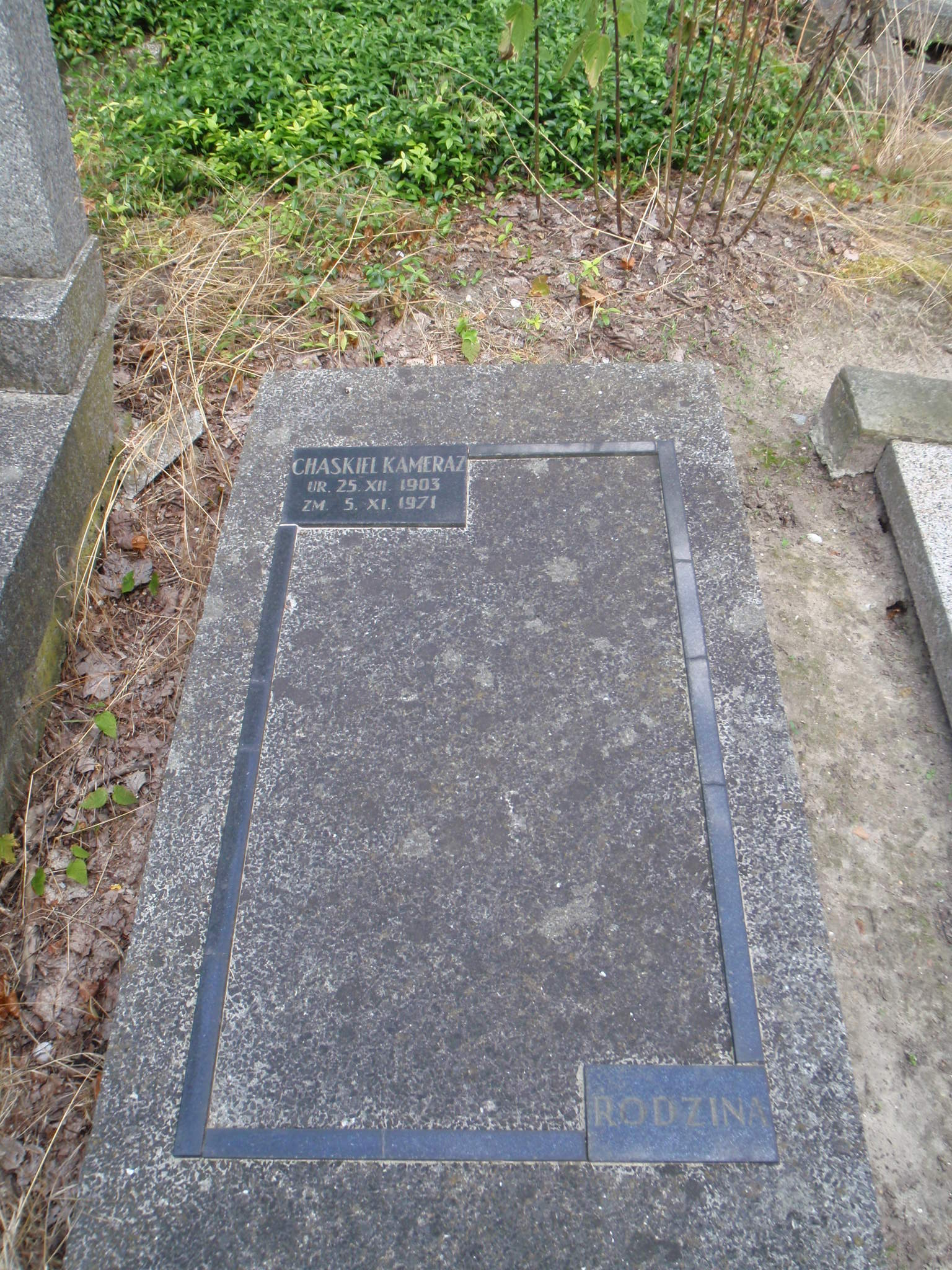
Grób Chaskiela Kameraza na cmentarzu żydowskim w Warszawie

Chaskiel Hirsz Kameraz (ur. 25 grudnia 1903, zm. 5 listopada 1971 w Warszawie) – polski działacz komunistyczny i aktywista społeczności żydowskiej.

## Życiorys
Urodził się w biednej rodzinie żydowskiej. W latach 1914–1924 pracował jako robotnik. Od 1921 członek Komunistycznego Związku Młodzieży Polskiej, a od 1923 członek Komunistycznej Partii Zachodniej Białorusi. W 1927 wyjechał do Związku Radzieckiego. W latach 1929–1931 był wolnym słuchaczem na Uniwersytecie w Mińsku. Następnie w latach 1931–1937 był wolnym słuchaczem i wykładowcą w Instytucie Czerwonej Profesury w Moskwie. W latach 1937–1945 był więźniem łagru na Syberii.
Po zakończeniu II wojny światowej wrócił do Polski. Był członkiem Centralnego Komitetu Żydów Polskich, a do kwietnia 1948 kierownikiem wydziału produktywizacji CKŻP. Następnie pracował w CSW Solidarność i Związku Spółdzielni Pracy jako starszy instruktor ds. kultury i oświaty. Był członkiem Towarzystwa Społeczno-Kulturalnego Żydów w Polsce. Członek PPR i PZPR.
Jest pochowany obok żony Beili (1905–1968) na cmentarzu żydowskim przy ulicy Okopowej w Warszawie (kwatera 8). Jego córka Ninel (1937–2011) była malarką i badaczką obyczajów Żydów polskich (nazwał ją na cześć Włodzimierza Lenina, tworząc anagram od słowa Lenin, co było popularne wśród komunistów), wnukowie: Łukasz – reżyserem teatralnym, a Mateusz – rabinem.